# 空手家一覧
空手家一覧（からてかいちらん）は、ウィキペディア日本語版に記事が存在する空手道の流派・会派の創始者、過去の組織の長および高段者を五十音順に表した一覧。
伝統派空手をはじめとして、フルコンタクト空手・防具付き空手・格闘空手・新空手といった種類の選手（外国人）も含む。
| 目次 | 目次 | 目次 | 目次 | 目次 | 目次 | 目次 | 目次 | 目次 | 目次 | 目次 |
| ---- | ---- | ---- | ---- | ---- | ---- | ---- | ---- | ---- | ---- | ---- |
| わ   | ら   | や   | ま   | は   |      | な   | た   | さ   | か   | あ   |
|      | り   |      | み   | ひ   |      | に   | ち   | し   | き   | い   |
| を   | る   | ゆ   | む   | ふ   |      | ぬ   | つ   | す   | く   | う   |
|      | れ   |      | め   | へ   |      | ね   | て   | せ   | け   | え   |
| ん   | ろ   | よ   | も   | ほ   |      | の   | と   | そ   | こ   | お   |

## あ行

### あ
- アヴィ・マザルト
- 青柳剛 （あおやぎ ごう）
- 秋元皓貴 （あきもと ひろき）
- 浅井哲彦 （あさい てつひこ）
- 安里安恒 （あさと あんこう）
- 芦髙侑平 （あしたか ゆうへい）
- 芦原英幸 （あしはら ひでゆき）
- 東孝 （あずま たかし）
- 足立慎史 （あだち しんじ）
- アデミール・ダ・コスタ
- 後川聡之 （あとかわ としゆき）
- 吾孫子功二 （あびこ こうじ）
- 阿部吉文 （あべ よしふみ）
- 荒賀知子 （あらが ともこ）
- 荒賀龍太郎 （あらが りゅうたろう）
- 新垣邦男 （あらかき くにお）
- 新垣清 （あらかき きよし）
- アルトゥール・ホヴァニシアン
- アレキサンダー・ピチュクノフ
- アンディ・フグ
- アンドリュース・ナカハラ
- アンドレイ・コロムベ
- アンドレイ・ズィンチェンコ

### い
- 池田雅人 （いけだ　まさと）
- 池田祥規 （いけだ よしのり）
- 石井和義 （いしい かずよし）
- 石田勝希 （いしだ かつき）
- 石橋雅史 （いしばし まさし）
- 磯部清次 （いそべ せいじ）
- 市川雅也 （いちかわ まさや）
- 市村直樹 （いちむら なおき）
- 糸洲安恒 （いとす あんこう）
- 稲垣拓一 （いながき ひろかず）
- 井上誠吾 （いのうえ せいご）
- イリヤ・ヤコブレフ
- 岩木秀之 （いわき　ひでゆき）
- 岩崎達也 （いわさき たつや）
- 岩澤寿英 （いわさわ としひで）
- 岩下清伸 （いわした せいしん）
- 岩田成志 （いわた せいし）

### う
- ヴァレリー・ディミトロフ
- ウィリー・ウィリアムス
- ウィリアム・オリバー
- 植草歩 （うえくさ あゆみ）
- 上田幹雄 （うえだ みきお）
- 上原清吉 （うえはら せいきち）
- 上村拓也 （うえむら たくや）
- ウォーターハウス亜耶 （ウォーターハウス あや）
- ウォーターハウス美希 （ウォーターハウス みき）
- 宇佐美里香 （うさみ りか）
- 宇城憲治 （うしろ けんじ）
- 内田義晃 （うちだ よしあき）
- 内田順久 （うちだ よりひさ）

### え
- 江上茂（えがみ しげる）
- 江口美幸（えぐち みゆき）
- エヴェルトン・テイシェイラ
- エヴェンタス・グザウスカス
- エドガー・セシンスキー
- エリサ・アウ

### お
- 大石代悟 （おおいし だいご）
- 大崎啓吾 （おおさき けいご）
- 大塚剛 （おおつか ごう）
- 大塚博紀 （おおつか ひろのり）
- 大城利弘 （おおしろ としひろ）
- 大西靖人 （おおにし やすと）
- 大山茂 （おおやま しげる）
- 大山倍達 （おおやま ますたつ）
- 大山泰彦 （おおやま やすひこ）
- 岡崎寛人 （おかざき ひろと）
- 小笠原和彦 （おがさわら かずひこ）
- 岡田博文 （おかだ ひろふみ）
- 岡本徹 （おかもと とおる）
- 長田賢一 （おさだ けんいち）
- 小田勝幸 （おだ かつゆき）
- 小野寺天汰 （おのでら てんた）

## か行

### か
- 香川政夫 （かがわ まさお）
- 香川幸允 （かがわ ひでよし）
- 垣花恵春 （かきのはな けいしゅん）
- 角田信朗 （かくだ のぶあき）
- 数見肇 （かずみ はじめ）
- 加藤清尚（かとう　きよたか）
- 加藤重夫 （かとう しげお）
- 金澤弘和 （かなざわ ひろかず）
- 金子雅弘 （かねこ まさひろ）
- 鎌田翔平 （かまだ しょうへい）
- 神谷有樹彦 （かみや ゆきひこ）
- 川原奈穂樹（かわはら なおき）
- 川畑幸一 （かわばた こういち）
- 姜宗憲 （かん そうけん）
- 菅良二 （かん りょうじ）

### き
- 喜久川政信 （きくかわ まさのぶ）
- 菊地和雄 （きくち かずお）
- 菊野克紀 （きくの かつのり）
- 岸信行 （きし のぶゆき）
- 北浦るみ（きたうら るみ）
- 北芝健 （きたしば けん）
- 木立裕之 （きだち ひろゆき）
- 儀武息一（ぎぶそくいち）
- 木村靖彦 （きむら やすひこ）
- 木山仁 （きやま ひとし）
- 喜屋武眞榮 （きゃん しんえい）
- 喜屋武朝徳 （きゃん ちょうとく）
- 喜友名諒 （きゆな りょう）
- 金城新 （きんじょう あらた）
- 金泰泳 （きん たいえい）

### く
- 日下部竜也 （くさかべ りゅうや）
- 草野健治 （くさの　けんじ）
- 久高正光 （くだか　まさみつ）
- グラウベ・フェイトーザ
- 倉本成春 （くらもと なりはる）
- 黒木克昌 （くろき かつまさ）
- 黒崎健時 （くろさき けんじ）
- 黒澤貫太郎 （くろさわ かんたろう）
- 黒澤浩樹 （くろさわ ひろき）
- 桑島靖寛 （くわじま やすひろ）

### こ
- 小井義和 （こい よしかず）
- 纐纈卓真 （こうけつ たくま）
- 公相君 （こうしょうくん）
- 郷田勇三 （ごうだ ゆうぞう）
- 国分利人 （こくぶ としひと）
- 小西康裕 （こにし やすひろ）
- 子安慎悟 （こやす しんご）
- 湖山彰夫 （こやま あきお）
- 近藤飛鳥 （こんどう あすか）
- 今野敏 （こんの びん）

## さ行

### さ
- 蔡長庚 （さい ちょうこう）
- 堺貞夫 （さかい さだお）
- 酒井寿和 （さかい としかず）
- 坂上隆祥 （さかがみ りゅうしょう）
- 坂本恵義 （さかもと しげのり）
- 阪本晋治 （さかもと しんじ）
- 佐久川寛賀 （さくかわ かんが）
- 佐久本嗣男 （さくもと つぐお）
- 佐竹雅昭 （さたけ まさあき）
- 佐藤勝昭 （さとう かつあき）
- 佐藤直人 （さとう なおと）
- 佐藤光信 （さとう みつのぶ）
- 座波仁吉 （ざは じんきち）
- サム・グレコ
- 佐和田亮二 （さわだ りゅうじ）
- 沢村忠 （さわむら ただし）
- 澤山宗海 （さわやま むねおみ）
- 三瓶啓二 （さんぺい けいじ）

### し
- ジェラルド・ゴルドー
- 志田清之 （しだ きよゆき）
- 七戸康博 （しちのへ やすひろ）
- 嶋田翔太 （しまだ しょうた）
- 島袋龍夫 （しまぶくろ たつお）
- 島本雄二 （しまもと ゆうじ）
- 清水希容 （しみず きよう）
- 祝嶺正献 （しゅくみね せいけん）
- 東海林亮介 （しょうじ りょうすけ）
- ジョージ・コタカ
- ジョン・ブルミン

### す
- 須賀信行 （すが のぶゆき）
- 杉浦健五 （すぎうら けんご）
- 杉原正康 （すぎはら まさやす）
- 鈴木国博 （すずき くにひろ）
- 鈴木浩平 （すずき こうへい）
- 鈴木正文 （すずき まさふみ）
- 砂川久美子 （すながわ くみこ）

### せ
- 関忠則 （せき ただのり）
- 瀬戸利一 （せと りいち）
- セミー・シュルト
- セルゲイ・オシポフ

### そ
- 添野義二 （そえの よしじ）

## た行

### た
- 平信賢 （たいら しんけん）
- 高尾正紀 （たかお まさき）
- 高木薫 （たかぎ かおる）
- 高久昌義 （たかく まさよし）
- 高野万優 （たかの まひろ）
- 高橋佑汰 （たかはし ゆうた）
- 高見彰 （たかみ あきら）
- 高見成昭 （たかみ しげあき）
- 高山忠士 （たかやま ただし）
- 竹隆光 （たけ りゅうこう）
- 武田梨奈 （たけだ りな）
- 竹山晴友 （たけやま はるとも）
- 多田英史 （ただ ひでし）
- 太刀風 (格闘家) （たちかぜ）
- 田中健太郎 （たなか けんたろう）
- 田中昌彦 （たなか まさひこ）
- 田原敬三 （たはら けいそう）
- 玉得博康 （たまえ ひろやす）
- 田村悦宏 （たむら よしひろ）
- 保勇 （たもつ いさむ）
- 保巌 （たもつ いわお）
- タリエル・ニコラシビリ
- ダルメン・サドヴォカソフ

### ち
- 千葉真一 （ちば しんいち）
- 知花朝信 （ちばな ちょうしん）
- 知花朝章 （ちばな　ちょうしょう）

### つ
- 塚本徳臣 （つかもと のりちか）
- 土屋秀人 （つちや ひでと）
- 椿原龍矢 （つばきはらたつや）

### て
- デニス・グリゴリエフ
- 出村文男 （でむら ふみお）
- 寺浦克敏 （てらうら かつとし）

### と
- 遠山寛賢 （とおやま かんけん）
- 富樫宜資 （とがし よしもと）
- 時津賢児 （ときつ けんじ）
- 外岡真徳 （とのおか まさのり）
- 富平辰文 （とみひら たつふみ）
- ドルフ・ラングレン
- トーン・ステリング

## な行

### な
- 中達也 （なか たつや）
- 永井大 （ながい まさる）
- 中澤公誉 （なかざわ たかよし）
- 永島謙宗 （ながしま けんしゅう）
- 中田はじめ （なかた はじめ）
- 長田裕也 （ながた ゆうや）
- 長野じゅりあ （ながの じゅりあ）
- 長嶺将真 （ながみね しょうしん）
- 中村忠 （なかむら ただし）
- 中村日出夫 （なかむら ひでお）
- 中村誠 （なかむら まこと）
- 中村昌永 （なかむら まさなが）
- 中山正敏（なかやま まさとし）
- ナザール・ナシロフ
- 夏原望 （なつはら のぞむ）
- 成嶋竜 （なるしま りゅう）
- 南原健太 （なんばら けんた）
- 南里宏 （なんり ひろし）

### に
- ニコラス・ペタス
- 西良典 （にし よしのり）
- 西村拳 （にしむら けん）
- 西村誠司 （にしむら せいじ）
- 二宮城光 （にのみや じょうこう）
- 二瓶卓郎 （にへい たくろう）

### の
- 野杁正明 （のいり まさあき）
- 野地竜太 （のじ りゅうた）
- 野田貢 （のだ みつぐ）

## は行

### は
- パウリウス・ジマンタス
- 長谷川一幸 （はせがわ かずゆき）
- 長谷川伸一 （はせがわ しんいち）
- 花城長茂 （はなぐすく ちょうも）
- 花澤明 （はなざわ あきら）
- 浜井識安 （はまい のりやす）
- 浜井美香 （はまい みか）
- 原田満典（はらだ みつすけ）
- 巴山猛 (はやま たけし）
- ハンス・ナイマン

### ひ
- 東恩納寛量 （ひがおんな かんりょう）
- ビターゼ・タリエル
- ビヨン・ブレギー
- 廣重毅 （ひろしげ つよし）
- 平野賢己 （ひらの けんみ）

### ふ
- 福井智紀 （ふくい ともき）
- 福地勇人 （ふくち ゆうと）
- 福本博文 （ふくもと ひろふみ）
- 藤井脩祐 （ふじい ゆうすけ）
- 藤井将貴 （ふじい まさき）
- 藤平昭雄 （ふじひら あきお）
- 藤原賢治 （ふじわら けんじ）
- 船越義豪 （ふなこし ぎごう）
- 船越義珍 （ふなこし ぎちん）
- 船先雄 （ふなさき ゆう）
- フランシスコ・フィリォ

### へ
- ベイ・ノア
- ベニー・ユキーデ
- ベリッシモ・フランチェスコ

### ほ
- 外薗大志 （ほかぞの たいし）
- 堀池典久 （ほりいけ のりひさ）
- 堀口恭司 （ほりぐち きょうじ）

## ま行
- マイケル・トンプソン
- 前田瑠美 （まえだ るみ）
- 真樹日佐夫 （まき ひさお）
- マシエ・マズール
- 増田章 （ますだ あきら）
- 増田亮一 （ますだ りょういち）
- 松井章圭 （まつい しょうけい）
- 松﨑沢宣 （まつざき　さわのり）
- 松下武蔵 （まつした むさし）
- 松島良一 （まつしま よしかず）
- 松久功 （まつひさ こう）
- 松村宗棍 （まつむら そうこん）
- 松元和昭 （まつもと かずあき）
- 松茂良興作 （まつもら こうさく）
- 摩文仁賢榮 （まぶに けんえい）
- 摩文仁賢和 （まぶに けんわ）

### み
- 三明広幸 （みあけ ひろゆき）
- 三浦美幸 （みうら みゆき）
- ミッシェル・ウェーデル
- 緑健児 （みどり けんじ）
- 宮城長順 （みやぎ ちょうじゅん）
- 宮原美穂 （みやはら みほ）
- 宮元啓介 （みやもと けいすけ）
- みろ （みろ）
- 宮城驍 （みやぎ たけし）

### む
- 武蔵 (格闘家) （むさし）
- 村井義治（むらい よしはる）
- 村上竜司 （むらかみ りゅうじ）
- 室木洋一 （むろき よういち）

### も
- 本部朝基 （もとぶ ちょうき）
- 本部朝勇 （もとぶ ちょうゆう）
- 森善十朗 （もり ぜんじゅうろう）
- 森上儀彦 （もりがみ よしひこ）
- 森本淳 （もりもと あつし）
- 諸岡奈央 （もろおか なお）
- 門馬智幸 （もんま ともゆき）

## や行

### や
- 八木明人 （やぎ あきひと）
- 安田郁雄 （やすだ いくお）
- 安田英治 （やすだ えいじ）
- 柳川昌弘 （やながわ まさひろ）
- 屋比久孟伝 （やびく もうでん）
- 屋部憲通 （やぶ けんつう）
- 八巻建弐 （やまき けんじ）
- 山口剛玄 （やまぐち ごうげん）
- 山崎照朝 （やまざき てるとも）
- 山田洸誓 （やまだ こうせい）
- 山田辰雄 （やまだ たつお）
- 山田雅稔 （やまだ まさとし）
- 山本英雄 （やまもと ひでお）
- 山本由紀 （やまもと ゆき）
- ヤン・カレンバッハ

### よ
- 横山和正 （よこやま かずまさ）
- 吉岡幸男 （よしおか ゆきお）

## ら行
- リョート・マチダ
- ルペシ・ダンゴル
- レチ・クルバノフ
- 盧山初雄 （ろうやま はつお）
- ロジャー・レソウド

## わ行
- 若井敦子 （わかい あつこ）
- 若槻昌高 （わかつき まさたか)
- 渡辺一久 （わたなべ かずひさ）